# أربع زوايا (فلم)
أربع زوايا (بالإنجليزية: Four Corners) هو فيلم دراما وجريمة جنوب أفريقي صدر عام 2013، وهُو من إخراج إيان غابرييل. اختير الفيلم ليكون الترشيح الرسمي لجنوب إفريقيا لجائزة أفضل فيلم بلغة أجنبية في حفل توزيع جوائز الأوسكار السادس والثمانين، ولكن لم يُرشح للقائمة النهائية للجائزة. فاز الفيلم بجائزة أفضل فيلم روائي في مهرجان سانتا في للفيلم المُستقل في عام 2014.

## طاقم التمثيل
- بريندون دانيلز في دور فاراخان، جنرال سجن عُضو في عصابة 28.
- لينديوي ماتشيكيزا في دور ليلى، طبيبة عائدة من لندن إلى منزل طفولتها في منطقة Cape Flats.
- ارشاد علي في دور جاسانت - الزعيم الكاريزمي لعصابة 26 (العصابة المُنافسة لعصابة 28).
- عبد الرحمن آدامز في دور تيتو - مُحقق متخصص في منطقة Cape Flats.
- جيزريل سكاي في دور ريكاردو، لاعب شطرنج يبلغ من العمر 13 عامًا يعيش في Cape Flats.
- جيري موفوكينج في دور مانزي، مُستأجر في منزل ليلى.
- إسرائيل ماكوي في دور جوبورج، صديق فاراخان المُقرب وزميله في عصابة 28.

## صدور الفيلم
صدر الفيلم لأول مرة في إصدار محدود لمُدة أسبوع واحد عام 2013 في سينما بيوسكوب في جوهانسبرغ، وذلك في الفترة 23-29 سبتمبر 2013.

## الاستقبال النقدي
حصل الفيلم على موقع روتن توميتوز على تقييم 70٪ بناءً على 10 مراجعات، بمتوسط تقييم 5.86/10.

## روابط خارجية
أربع زوايا على موقع IMDb (الإنجليزية)
- أربع زوايا على موقع روتن توميتوز (الإنجليزية)
- أربع زوايا على موقع ألو سيني (الفرنسية)
- أربع زوايا على موقع فيلمافينيتي (الإسبانية)
- أربع زوايا على موقع قاعدة بيانات الفيلم (الإنجليزية)
- أربع زوايا على موقع ليتربوكسد (الإنجليزية)
- أربع زوايا على موقع كينوبويسك (الروسية)